# Mark Padun
Mark Padun (en ucraïnès Марк Падун; 6 de juliol de 1996) és un ciclista ucraïnès professional del 2018 al 2024. En el seu palmarès destaquen diversos campionats nacionals en contrarellotge, així com dues etapes del Critèrium del Dauphiné de 2021.

## Palmarès
- 2014
  -  Campió d'Ucraïna júnior en contrarellotge
- 2015
  -  Campió d'Ucraïna en critèrium
  - 1r a la Polònia-Ucraïna i vencedor d'una etapa
  - Vencedor d'una etapa al Giro del Friül-Venècia Júlia
- 2016
  -  Campió d'Ucraïna sub-23 en contrarellotge
  - Vencedor d'una etapa al Giro de la Vall d'Aosta
- 2017
  - 1r al Trofeu Piva
  - 1r a la Fletxa del sud
  - 1r al Gran Premi Capodarco
  - Vencedor d'una etapa del Giro Ciclistico d'Itàlia
- 2018
  - Vencedor d'una etapa al Tour dels Alps
- 2019
  -  Campió d'Ucraïna en contrarellotge
  - 1r a l'Adriatica Ionica Race i vencedor d'una etapa
- 2021
  - Vencedor de 2 etapes al Critèrium del Dauphiné
- 2022
  - Vencedor d'una etapa a l'O Gran Camiño

### Resultats a la Volta a Espanya
- 2018. Abandona (17a etapa)
- 2019. 84è de la classificació general
- 2021. 59è de la classificació general
- 2022. 46è de la classificació general

### Resultats al Giro d'Itàlia
- 2020. 70è de la classificació general